# Fundacja Lotto

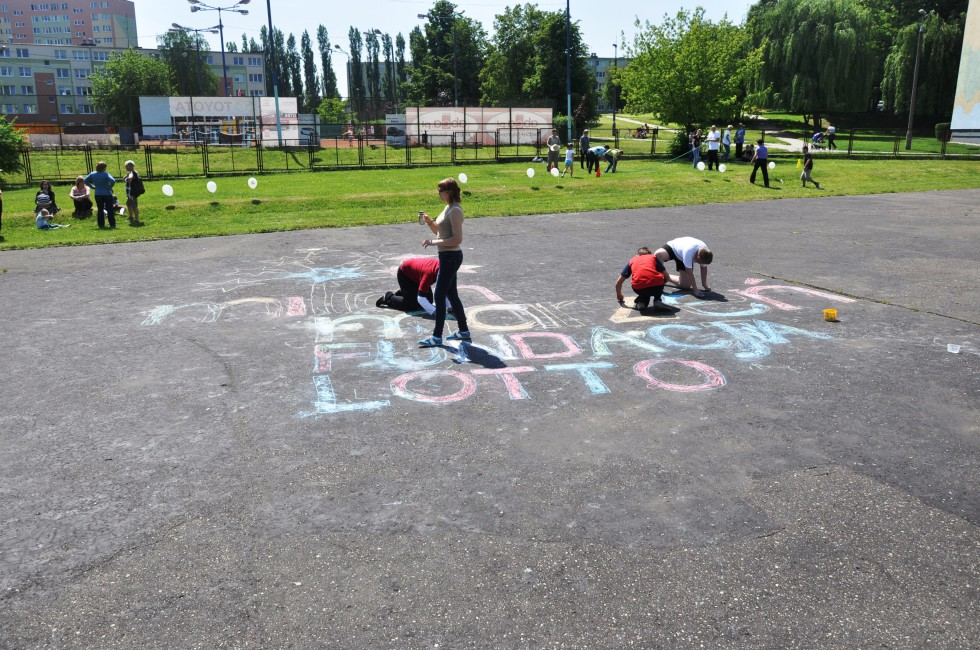
4. Edycja Kumulacji Dobrej Woli

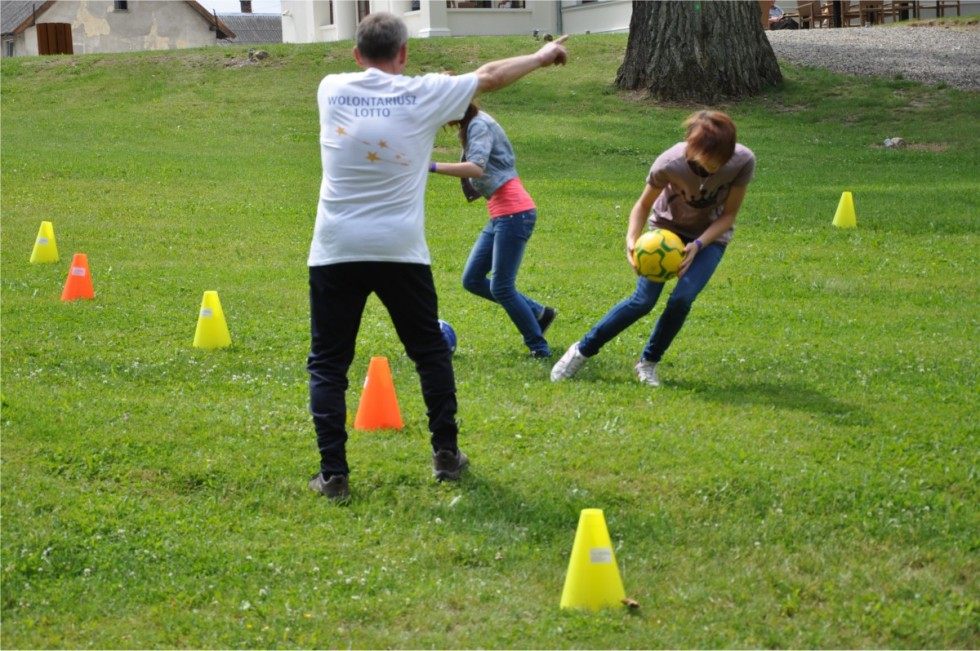
4. Edycja Kumulacji Dobrej Woli

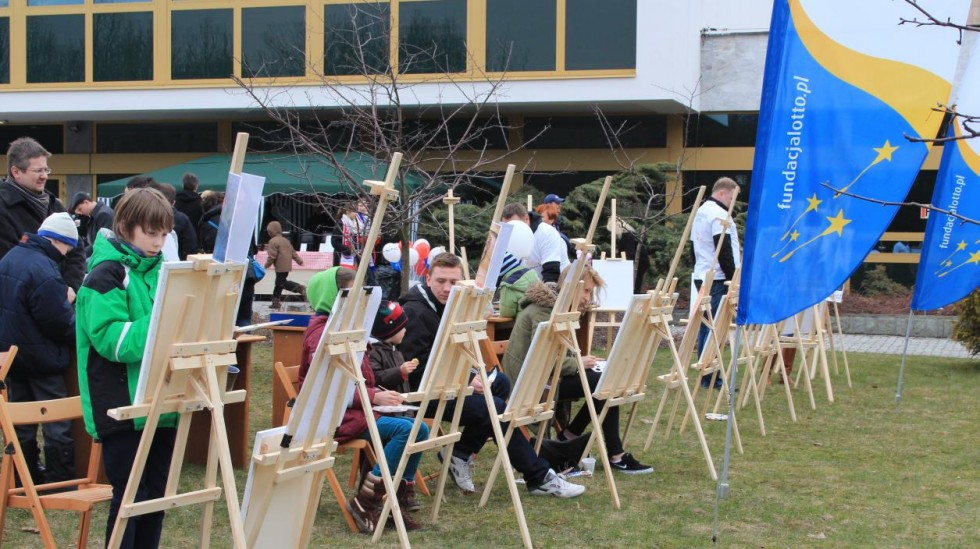
Wolontariusze LOTTO promują czytelnictwo podczas akcji "Czytanie to męska rzecz"

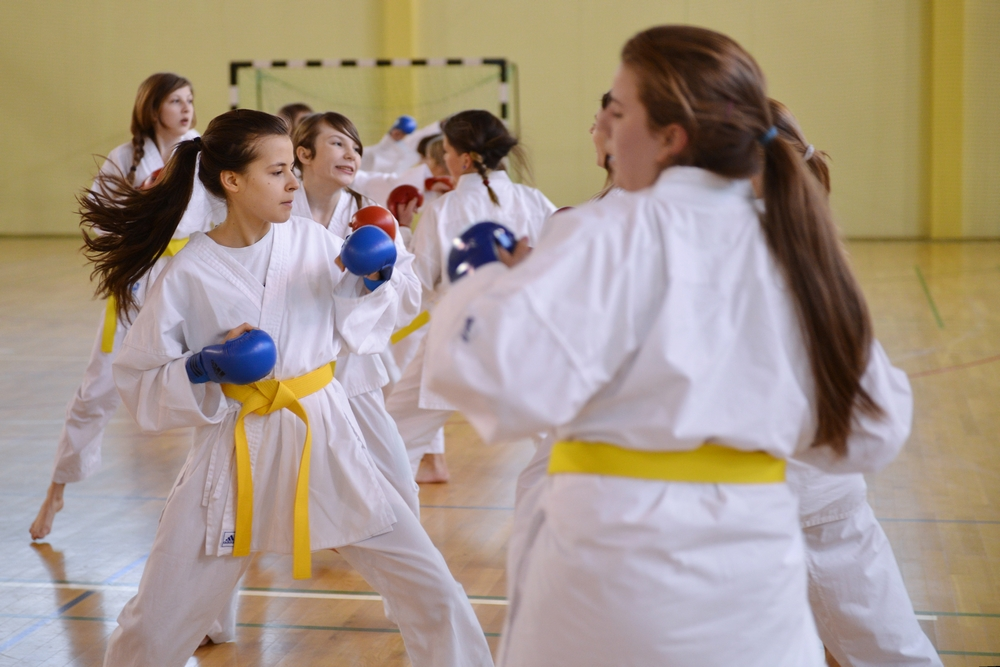
Kumulacja Aktywności - grupa prowadzona przez Macieja Jędruszka ćwiczy karate shotokan

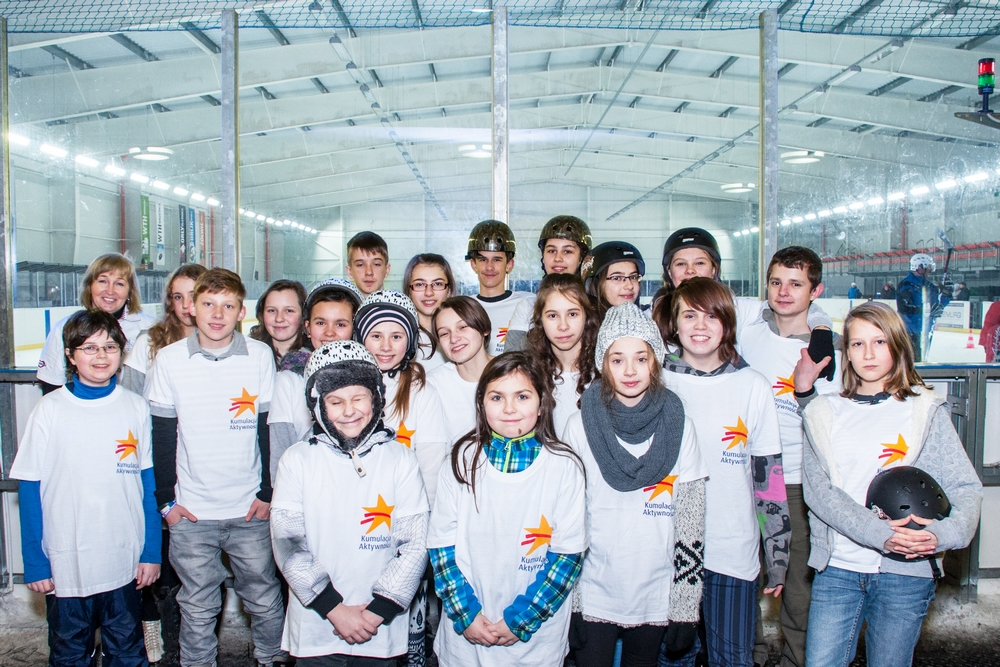
Kumulacja Aktywności - grupa Elżbiety Urbańczyk-Bauman przed zajęciami na lodowisku

Fundacja Lotto (wcześniej jako: Fundacja Lotto Milion Marzeń) – polska fundacja korporacyjna założona w 2009 r. przez Totalizator Sportowy. Prowadzi inicjatywy popularyzujące przede wszystkim aktywność fizyczną wśród młodzieży oraz wspiera młodych twórców i animatorów kultury. Organizuje wolontariat pracowniczy wśród pracowników Totalizatora Sportowego, oraz promuje odpowiedzialną rozrywkę i edukuje nt. ryzyka uzależnienia od hazardu. Fundacja finansowana jest głównie ze środków Totalizatora Sportowego. Od 2013 r. Fundacja należy do Forum Darczyńców w Polsce.
Od kwietnia 2013 r. prezesem Fundacji Lotto Milion Marzeń jest Bartosz Mielecki. Wcześniej funkcję tę pełniła Anna Zawadzka.

## Obszary działania

### Sport
Fundacja prowadzi szereg działań, których celem jest propagowanie aktywności fizycznej – zarówno w sensie sportów uprawianych amatorsko, jak i wyczynowo. W ramach programu „Kumulacja Aktywności” udostępnia mistrzom sportu narzędzia niezbędne do prowadzenia ogólnorozwojowych zajęć pozalekcyjnych, na które zaprasza gimnazjalistów niemal z całej Polski. Natomiast za pośrednictwem programu „Stypendium na medal” wspiera rozwój młodych zawodników. Przy obu projektach współpracuje z olimpijczykami i medalistami zawodów rangi krajowej i międzynarodowej,  m.in. z Renatą Mauer-Różańską, Leszkiem Blanikiem, Pawłem Nastulą, Natalią Partyką, Łukaszem Nowakiem i Piotrem Myszką.

### Kultura
Fundacja jest partnerem programu realizowanego przez Towarzystwo Inicjatyw Twórczych ‘ę’ - „1/1 Mistrz i Uczeń”, który jest szansą dla młodych twórców i animatorów kultury na realizację ich autorskich projektów kulturalnych. Zorganizowała też projekt „Milion przygód z książką”, który był skierowany do bibliotek publicznych. Jego celem była popularyzacja czytelnictwa wśród dzieci i młodzieży.

### Wolontariat pracowniczy
Od 2011 roku Fundacja prowadzi program wolontariatu pracowniczego pod nazwą „Kumulacja Dobrej Woli”. Ma on formę konkursu grantowego. Jego założeniem jest wspieranie lokalnych inicjatyw pracowniczych, mających na celu pomoc najbardziej potrzebującym. W jego ramach uczestnicy zgłaszają własne inicjatywy wolontariackie, w których wskazują kogo i w jaki sposób chcą wesprzeć. Program jest realizowany dwa razy w roku.

### Bezpieczna rozrywka
Jednym z priorytetów Fundacji jest promowanie odpowiedzialnej rozrywki i edukacja nt. ryzyka uzależnienia od hazardu. W tym celu od 2010 roku Fundacja realizuje program „Bezpieczna Rozrywka”. W jego ramach prowadzi działalność badawczą, edukacyjną i szkoleniową oraz współpracuje z najlepszymi krajowymi i zagranicznymi ekspertami z dziedziny uzależnienia od hazardu. Swoje działania adresuje do ogółu społeczeństwa i do wybranych grup - ekspertów, sprzedawców Lotto i pracowników Totalizatora Sportowego, studentów. Fundacja przeprowadziła badania społeczne dotyczące ryzyka uzależnień w Polsce, włączyła się w organizację konferencji dla terapeutów oraz zorganizowała konkurs na najlepszą pracę magisterską dotyczącą tej tematyki. Dodatkowo, wraz z Totalizatorem Sportowym uruchomiła telefoniczną linię wsparcia 800 100 800 dla osób korzystających z gier liczbowych i loterii pieniężnych. Szkoli także sprzedawców Lotto i pracowników Totalizatora Sportowego jak rozpoznawać symptomy grania problemowego i patologicznego oraz jak promować odpowiedzialne i kontrolowane granie.

### Filantropia
W obszarze filantropii Fundacja wspiera inicjatywy innych organizacji i instytucji non-profit, które wpisują się w jej strategię, ze szczególnym uwzględnieniem popularyzacji aktywności fizycznej wśród dzieci i młodzieży oraz ułatwiania dostępu do kultury.  Współpracowała m.in. z Instytutem Pomnik – Centrum Zdrowia Dziecka, Stowarzyszeniem Przyjaciół Integracji, Salezjańską Organizacją Sportową, Stowarzyszeniem Siemacha i z wieloma innymi. Jest też patronem Centrum Rehabilitacji, Edukacji i Opieki TPD "Helenów".